# Rhopalurus ochoai
Espèce
Rhopalurus ochoai est une espèce de scorpions de la famille des Buthidae.

## Distribution
Cette espèce est endémique du Venezuela. Elle se rencontre au Zulia et au Trujillo.

## Description
Le mâle holotype mesure 46 mm, les mâles mesurent de 41,9 à 46 mm et les femelles de 46,6 à 48,9 mm.

## Étymologie
Cette espèce est nommée en l'honneur de José Antonio Ochoa.

## Publication originale
- Esposito, Yamaguti, Souza, Pinto-da-Rocha & Prendini, 2017 : « Systematic revision of the neotropical club-tailed scorpions, Physoctonus, Rhopalurus, and Troglorhopalurus, revalidation of Heteroctenus, and descriptions of two new genera and three new species (Buthidae, Rhopalurusinae). » Bulletin of the American Museum of Natural History, no 415, p. 1-134 (texte intégral).